# Astronomie infrarouge

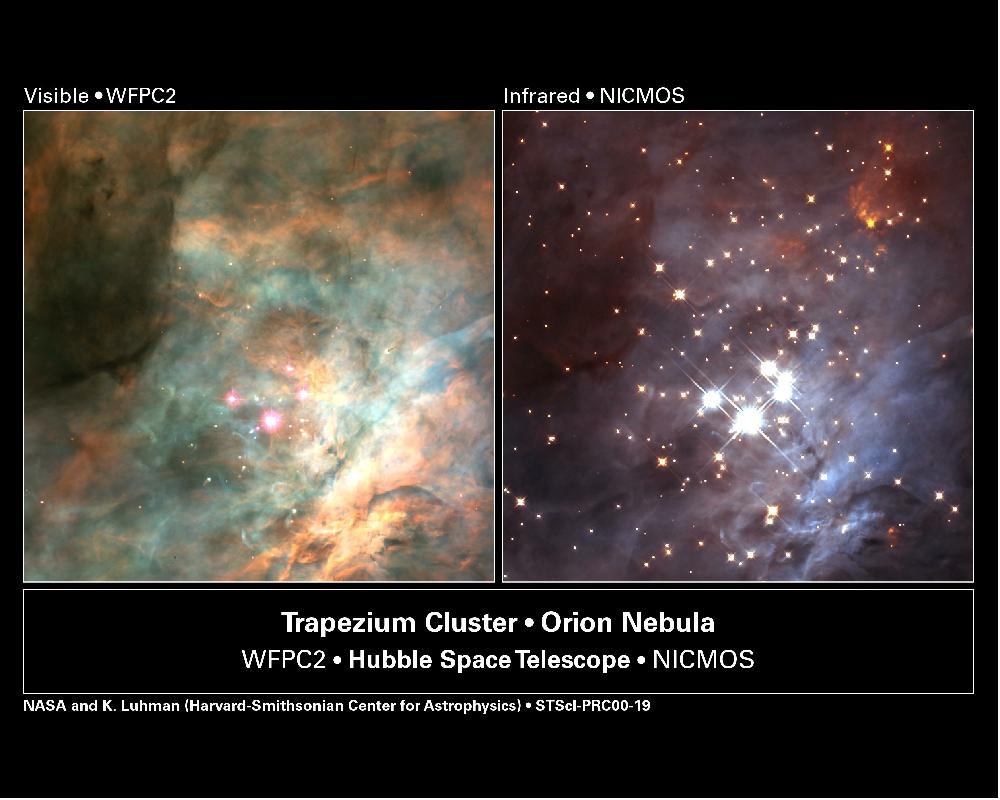
L'Amas du Trapèze photographié par Hubble en infrarouge (droite) et en lumière visible (gauche). L'infrarouge permet de dévoiler les étoiles masquées par la poussière interstellaire de cette région de formation d'étoiles.

L’astronomie en infrarouge, souvent abrégée en astronomie infrarouge, est la branche de l’astronomie et de l’astrophysique qui étudie la partie située dans l'infrarouge du rayonnement émis par les objets astronomiques. La gamme de longueurs d’onde de l’infrarouge se situe entre 0,75 et 300 micromètres entre la lumière visible (0,3 à 0,75 micromètre) et les ondes submillimétriques. La lumière infrarouge émise par les objets célestes est en partie absorbée par la vapeur d’eau contenue dans l’atmosphère terrestre. Pour contourner ce problème la plupart des télescopes à infrarouge sont soit situés à des altitudes élevées (Observatoires du Mauna Kea,VISTA…), soit placés en orbite (Spitzer, IRAS (Infrared Astronomical Satellite), Herschel). L'infrarouge moyen et lointain ne sont pratiquement observables que depuis l'espace. 
Les scientifiques rangent dans la même catégorie l’astronomie infrarouge et l’astronomie optique car les composants optiques utilisés sont à peu près identiques (miroirs, éléments optiques, détecteurs), et les techniques observationnelles sont les mêmes. Néanmoins l'astronomie infrarouge n'a pris son essor qu'après la Seconde Guerre mondiale lorsque des détecteurs spécialisés ont pu être mis au point. Les progrès de l'électronique au cours des décennies qui ont suivi ont permis d’accroître de manière considérable la sensibilité des instruments utilisés.
L'astronomie infrarouge permet d'étudier des objets célestes qui ne sont pas observables en lumière visible ainsi que des processus dont les caractéristiques sont en partie révélées par le rayonnement infrarouge qu'ils émettent. Les observations dans l'infrarouge portent en particulier sur les objets masqués en lumière visible par d'épais nuages de gaz ou de poussière interstellaire (centre de notre galaxie, pouponnières d'étoiles, proto-étoiles) et sur les galaxies les plus lointaines dont le rayonnement subit un décalage vers le rouge dû à l'expansion de l'univers qui les éloigne à des vitesses très grandes de notre galaxie.

## Le rayonnement électromagnétique et la connaissance de l'Univers
Notre connaissance de l'Univers repose principalement sur le rayonnement électromagnétique et de manière marginale, pour l'environnement proche de la Terre, sur des observations in situ effectuées par des engins spatiaux. Des compléments d'information sont apportés par des particules de matière issues de notre système solaire (météorite) ou de notre galaxie (rayonnement cosmique) et depuis peu par les neutrinos et les ondes gravitationnelles. Le rayonnement électromagnétique joue un rôle central car il est produit par la plupart des processus à l’œuvre dans l'univers, il est riche en informations sur les conditions qui ont permis son émission (température, pression, champ magnétique, nature et mouvement des particules, atomes, molécules ou grains solides) et enfin il circule sur des distances infinies. Celui-ci a été découpé en plusieurs sous-ensembles en fonction de la longueur d'onde (sa propriété la plus marquante) avec des bornes définies principalement par les méthodes de détection utilisées pour son observation. Le rayonnement électromagnétique comprend ainsi par longueur d'onde croissante le rayonnement gamma (ondes les plus courtes et porteuses de l'énergie la plus importante), les rayons X, l'ultraviolet, la lumière visible qui est la seule perceptible par l’œil humain, l'infrarouge, les micro-ondes et les ondes radio (les moins énergétiques). L'astronomie infrarouge repose sur l'analyse du rayonnement infrarouge.

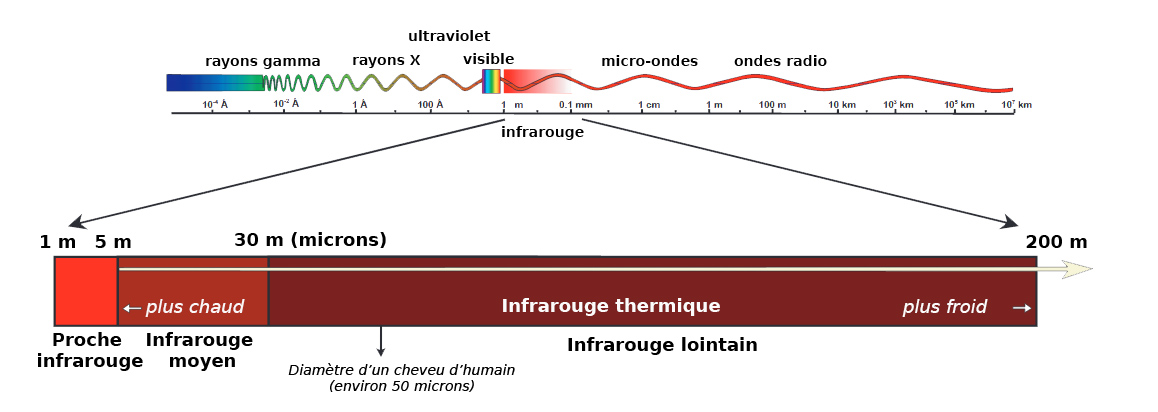
Découpage du spectre infrarouge en astronomie. Les bornes (5,30 et 200 micromètres) sont en partie arbitraires et peuvent prendre des valeurs différentes selon les sources.

Spectre de transmission de l'atmosphère. Dans le visible, les pertes résultent principalement de la diffusion Rayleigh, alors que dans l'infrarouge, elles proviennent de l'absorption.

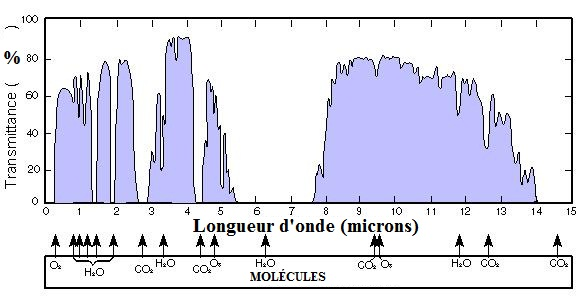
Transmission de l'atmosphère dans l'infrarouge, jusqu'à 15 micromètres, ainsi que les principales molécules responsables de l'absorption de la lumière.

## Le spectre de l’infrarouge
Le rayonnement infrarouge se situe entre la fin du spectre visible (lumière rouge à 0,74 micromètre) et le rayonnement micro-ondes. La limite supérieure est relativement arbitraire et sa valeur dépend du domaine d'application. En astronomie, la limite supérieure de l'infrarouge est généralement fixée à 300 micromètres (1 000 micromètres dans d'autres domaines d'application). Les astronomes distinguent l'infrarouge proche (de 0,75 à 5 micromètres), l'infrarouge moyen (de 5 à 25 micromètres) et l'infrarouge lointain (de 25 à 300 micromètres).

### Infrarouge proche
Le rayonnement infrarouge qui a des longueurs d'onde proches de celles de la lumière visible (proche infrarouge de 0,7 à 4 micromètres correspondant aux bandes J, H, K et L) se comporte d'une manière très semblable à la lumière visible, et peut être détecté en utilisant des dispositifs électroniques semblables. Pour cette raison, la région infrarouge proche du spectre est généralement incorporée en tant qu'élément du spectre « optique », avec l'ultraviolet proche (la plupart des instruments scientifiques comme les télescopes optiques couvrent le proche-infrarouge aussi bien que l'ultraviolet). Les observations dans le domaine de l'infrarouge proche (entre 0,7 et 2,5 micromètres) peuvent être conduites sur Terre, à l'aide d'un télescope optique muni d'un détecteur sensible à l'infrarouge type CCD.

### Infrarouge moyen et lointain
La détection d'ondes de longueur supérieure à 4 micromètres est plus complexe. Les gaz composants l'atmosphère terrestre et plus particulièrement la vapeur d'eau interceptent totalement ou en grande partie le rayonnement entre 0,8 et 14,5 micromètres. Par ailleurs l'observation est fortement perturbée par le rayonnement thermique produit par l'atmosphère terrestre qui comme tout corps dont la température est différente du zéro absolu rayonne de l'énergie dans l'infrarouge dont des longueurs d'onde qui dépendent de sa température (loi de Planck). Le rayonnement thermique infrarouge émis par l'atmosphère couvre une large bande spectrale dont le sommet se situe autour de 10 micromètres et qui affecte plus particulièrement les longueurs d'onde comprises entre 4,6 et 40 micromètres. Ce rayonnement infrarouge vient se superposer aux émissions des sources célestes.
Le rayonnement compris entre 14,5 et 400 micromètres est complètement intercepté et les observations doivent être effectuées depuis les sommets des montagnes, des ballons, des avions ou des télescopes spatiaux. Si l'observation est effectuée depuis un observatoire terrestre elle nécessite, non seulement une atmosphère sèche. 
L'observation de l'infrarouge lointain (au-delà de 40 micromètres) nécessite de placer le télescope en orbite autour de la Terre. L'un des plus connus est IRAS, qui a été lancé en 1983. Il était muni de détecteurs sensibles aux longueurs d'onde de 10, 25, 60 et 100 micromètres, il réalisa la première carte infrarouge du ciel, répertoriant plus de 200 000 sources.

## L'observation du rayonnement infrarouge

### Les fenêtres atmosphériques
Pour les observatoires terrestres une partie importante du rayonnement électromagnétique infrarouge est soit bloqué, soit absorbé par l'atmosphère terrestre. Il existe toutefois des fenêtres atmosphériques pour lesquelles l'absorption du rayonnement électromagnétique par l'atmosphère terrestre est minimale. Les deux principales fenêtres sont situées entre 3 et 5 µm et entre 8 et 14 µm .
| Gamme de longueurs d'onde micromètres | Bandes astronomiques                                        | Transparence de l'atmosphère                                    | Émission thermique de l'atmosphère                         | Type observatoire                                                            |
| ------------------------------------- | ----------------------------------------------------------- | --------------------------------------------------------------- | ---------------------------------------------------------- | ---------------------------------------------------------------------------- |
| 0,65 à 1,0 micromètre                 | Bandes R et I                                               |                                                                 |                                                            | Tous les télescopes optiques                                                 |
| 1,1 à 1,4 micromètre                  | Bande J                                                     | Élevée                                                          | Basse la nuit                                              | Télescopes optiques ou infrarouges                                           |
| 1,5 à 1,8 micromètre                  | Bande H                                                     | Élevée                                                          | Très basse                                                 | Télescopes optiques ou infrarouges                                           |
| 2 à 2,4 micromètres                   | Bande K                                                     | Élevée                                                          | Très basse                                                 | Télescopes optiques ou infrarouges                                           |
| 3 à 4 micromètres                     | Bande L                                                     | Élevée                                                          | 3 à 3,5 micromètres : Moyenne 3,5 à 4 micromètres : Élevée | Quelques télescopes optiques ou infrarouges                                  |
| 4,6 à 5 micromètres                   | Bande M                                                     | Faible                                                          | Élevée                                                     | La plupart des télescopes infrarouges dédiés et quelques télescopes optiques |
| 7,5 à 14,5 micromètres                | Bande N                                                     | 8 à 9 micromètres et 10 à 12 micromètres : bonne Autres : basse | Très élevée                                                | La plupart des télescopes infrarouges dédiés et quelques télescopes optiques |
| 17 à 40 micromètres                   | 17 à 25 micromètres : Bande Q 28 à 40 micromètres : bande Z | Très faible                                                     | Très élevée                                                | Quelques télescopes infrarouges dédiés et quelques télescopes optiques       |
| 330 à 370 micromètres                 | Télescopes submillimétriques                                | Très faible                                                     | Faible                                                     |                                                                              |

### Les détecteurs du rayonnement infrarouge
Comme pour tous les rayonnements électromagnétiques, la détection du rayonnement infrarouge est réalisée en mesurant l'interaction entre celui-ci et la matière. Le détecteur mesure le changement d'état de cette dernière. Le type de détecteur utilisé dépend de la quantité d'énergie portée par le rayonnement. Pour l'infrarouge, selon la longueur d'onde, trois techniques de détection sont utilisées .

#### Effet photoélectrique (jusqu'à 1 micromètre)
Si l'énergie du photon est supérieure à 1 électron-volt (rayonnement inférieur à 1 micromètre : infrarouge à la limite du visible) le détecteur utilise l'effet photoélectrique. Le photon infrarouge incident vient frapper un matériau semi-conducteur choisi pour ses propriétés et si son énergie est suffisante (supérieur au seuil caractérisant ce matériau), le détecteur émet un électron et produit donc un courant qui peut être mesuré.

#### Effet photoconducteur (de 1 à 200 micromètres)
Lorsque le rayonnement infrarouge a une énergie inférieure à 1 électron-volt et supérieure à quelques milliélectrons-volts (longueur d'onde inférieure à 200 micromètres) c'est l'effet photoconducteur qui est utilisé. Le photon ne parvient pas à franchir la barrière de surface mais ionise un atome du solide ce qui modifie la conductivité électrique du semi-conducteur. Il ne se déclenche qu'au dessus d'un certain seuil d'énergie du photon incident dépendant du matériau utilisé. À l'état naturel certains matériaux sont sensibles à cet effet (photoconducteurs intrinsèques) : germanium, silicium, sulfure de cadmium. Pour abaisser le seuil de détection, on insère de faibles concentrations d'impuretés soigneusement sélectionnées. Ce sont les photoconducteurs extrinsèques comme le silicium dopé avec de l'arsenic (Si:As). Les détecteurs les plus populaires sont le tellurure de mercure-cadmium (HgCdTe) pour le proche infrarouge (jusqu'à 2,4 micromètres), l'antimoniure d'indium (InSb), le silicium dopé à l'arsenic qui permet les observations à 10 (instrument VISIR du VLT) et 24 micromètres (instrument IRAC du télescope spatial Spitzer). Le silicium dopé avec de l'antimoine (Si:Sb) permet d'aller jusqu'à 40 micromètres (instrument IRS de Spitzer). Le germanium dopé avec du gallium (Ge:Ga) permet de franchir la limite des 40 micromètres et d'effectuer des détections jusqu'à 200 micromètres.

#### Effet thermique (plus de 200 micromètres)
Lorsque la longueur d'onde du rayonnement infrarouge est supérieure à 200 micromètres (rayonnement infrarouge de faible énergie), la détection du rayonnement infrarouge est effectuée en mesurant l'effet thermique (fluctuations thermiques) à l'aide d'un bolomètre. Le bolomètre est constitué de deux parties couplées sur le plan thermique : un matériau absorbant le rayonnement et une résistance faisant office de thermomètre. Le télescope spatial Herschel était équipé d'un bolomètre au germanium dopé au gallium couvrant la bande spectrale 60-210 micromètres (infrarouge lointain) composé de 2 560 bolomètres individuels. Pour ce type de rayonnement, la source de bruit la plus importante est d'origine thermique. Aussi la température du détecteur doit être maintenue la plus basse possible (0,3 kelvin dans le cas d'Herschel).

## L’astronomie dans l’infrarouge
L'infrarouge permet d'étudier des objets célestes qui, soit ne sont pas observables en lumière visible (partie du spectre électromagnétique visible par l'œil), soit dont les caractéristiques sont en partie révélées par le rayonnement infrarouge qu'ils émettent :
- dans l'espace de nombreuses régions ne sont pas observables en lumière visible parce qu'ils sont cachés par d'épais nuages de gaz ou de poussière interstellaire. Le rayonnement infrarouge émis par ces objets a la capacité de traverser ces obstacles sans être bloqué ou dispersé. L'astronomie infrarouge permet ainsi d'étudier le centre de notre galaxie invisible à l'œil ou les régions de la galaxie dans lesquelles se forment les étoiles et qui sont riches en poussière ;
- de nombreux objets présents dans l'univers sont trop froids et trop peu lumineux pour être détectés pour être visibles mais ils peuvent être observés en infrarouge. Ce sont les étoiles froides, les galaxies infrarouges, les nuages de poussière, les naines brunes et les planètes. Par exemple le rayonnement infrarouge a permis d'observer le disque de matériaux entourant une proto-étoile. Dans le cas des exoplanètes, alors qu'en lumière visible, le rayonnement émis par l'étoile masque la planète, en infrarouge, le rayonnement de l'étoile est beaucoup plus faible ce qui permet de détecter la planète ;
- le rayonnement électromagnétique émis par les galaxies les plus lointaines subit un décalage vers le rouge du à l'expansion de l'univers qui les éloigne à des vitesses très grandes de notre galaxie. Plus elles sont éloignées, plus la vitesse est importante. La longueur d'onde du rayonnement observé sur Terre s'accroit proportionnellement à cette vitesse (effet Doppler) et la lumière visible qu'elles émettent est observé dans l'infrarouge. L'astronomie infrarouge joue de ce fait un rôle central dans l'observation des galaxies qui se sont formées il y a plusieurs milliards d'années ;
- les objets célestes observables en lumière visible, le sont également en infrarouge. Pour ces objets, l'infrarouge apporte des informations complémentaires notamment la nature des molécules et des atomes composant la matière de ces objets.

L'aspect du ciel en infrarouge est très différent de celui que révèle la lumière visible. Les étoiles se forment dans de grands nuages denses où le gaz est intimement mêlé à des grains de poussières. Ces nuages sont complètement opaques à la lumière visible : sur des cartes du ciel ordinaires, ils apparaissent sous l'aspect de grandes taches sombres. En infrarouge, au contraire, ce sont des régions très brillantes. Le rayonnement des étoiles en formation est absorbé par les poussières, qui, ainsi chauffées, émettent dans l'infrarouge. On peut aussi observer directement les étoiles en formation grâce à leur rayonnement infrarouge propre et mesurer le taux de formation d'étoiles d'une galaxie en fonction de sa luminosité dans l'infrarouge.
Ainsi les objets avec des températures de quelques centaines de kelvins émettent le maximum de leur énergie thermique dans l'infrarouge. C’est pourquoi les détecteurs infrarouges doivent être tenus refroidis sinon le rayonnement du détecteur lui-même éclipse le rayonnement de la source céleste.
Le ciel infrarouge change d'aspect selon la longueur d'onde à laquelle on l'observe : ainsi, vers 2 µm, l'étoile la plus brillante du ciel est Bételgeuse, supergéante rouge de la constellation d'Orion, alors que vers 10 µm ce titre revient à l'étoile Êta de la constellation de la Carène. Dans l'infrarouge lointain, les sources deviennent angulairement étendues : ce sont surtout des nuages de matière interstellaire et des galaxies.

### Les principales raies spectrales observables dans l'infrarouge
La matière dans l'univers, dans ses différents états (atmosphère planétaire ou stellaire, milieu interstellaire froid ou chaud, nuages moléculaires, milieu intergalactique, objets hyperdenses, noyaux de galaxies, big bang, etc.), émet des rayonnements dont les caractéristiques (longueur d'onde, intensité, polarité...) constituent l'unique source à partir de laquelle peuvent être définies les caractéristiques de cette matière ainsi que les processus à l’œuvre. La spectrométrie permet de mesurer les raies spectrales qui se répartissent sur tout le spectre électromagnétique. Pour les sources relativement proches caractérisées par un effet Doppler nul ou faible l'infrarouge joue déjà un rôle important pour identifier de nombreux composants de la matière :
- Gaz ionisés ou non : [SI] 25,25 μm ; [FeII] 25,99, 35,35 μm, [SIII] 33,48 μm, [SiII] 34,81 μm ; [NeIII] 36,0 μm, [O III] 52 μm, [N III] 57 μm, [O I] 63,18 μm (4,75 THz), [O III] 88,35 μm, [N II] 122 μm, [O I] 145 μm et [C II] 158 μm ; CO
- Molécules : OH à 53 μm, 79 μm, 84 μm, 119 μm et 163 μm, et H2O à 58 μm, 66 μm, 75 μm, 101 μm et 108 μm, NH3 166 μm
- Hydrures : CH 149 μm, SH 217 μm, OD 119 μm, HCl, HF, ArH+, 13CH+
- HAP : 6,2, 7,7, 8,6 et 11,2 μm et longueurs d'onde supérieures
- Eau : 6,1, 8,91, 34,9, 58, 66, 75, 101, 108 μm, ... , 231 μm, ...
- Deutérure d'hydrogène : HD – 28,5 μm, 56,2 um, 112 μm
- Glaces – Hydrocarbure : NH3, H2O - 43 μm, 63 μm (cristallin), 47 μm (amorphe)
- Composés organiques/Nitriles : C2H2, C4H2, C3H3+, C3H4, C2N2, CH4, condensats 45,45 μm
- Cations : ortho-D2H+ 203 μm , para-H2D+ 219 μm

Lorsque l'objet observé est lointain (z >> 1) les raies spectrales se situant en lumière visible ou dans l'ultraviolet sont décalées vers le rouge par effet Doppler et la lumière recueillie se situe alors principalement dans le rouge.

## Histoire de l'astronomie infrarouge

### Découverte du rayonnement infrarouge
Le rayonnement infrarouge est découvert en 1800 par l'astronome britannique William Herschel. Ce musicien allemand de formation choisit de devenir anglais en 1857 et devient l'astronome du roi d'Angleterre. Préoccupé par les évolutions du climat, il découvre que le rayonnement des étoiles peut varier dans le temps. Il décide d'observer le Soleil pour identifier des changements similaires. L'observation directe du Soleil à l'aide d'un télescope n'est pas possible car elle inflige des dommages permanents à l'œil. Pour réduire l'intensité lumineuse et la chaleur du rayonnement, il interpose des filtres. Il découvre qu'en interposant un filtre rouge, pratiquement tout le flux lumineux est coupé mais la chaleur continue de traverser le filtre. Par contre, un filtre vert intercepte la chaleur mais laisse passer une trop grande quantité de lumière. À l'époque d'Herschel, on considérait que toutes les couleurs transportaient la même quantité de chaleur aussi décide-t-il de raffiner les mesures. Il décide d'utiliser un prisme pour décomposer le rayonnement et place une série de thermomètres pour mesurer la chaleur transportée par les différents rayonnements. Il découvre que le rouge transporte plus de chaleur que le vert qui lui en transporte plus que le bleu. Pour s'assurer que ses mesures ne sont pas faussées par la température de la pièce, il mesure la température de part et d'autre du spectre lumineux. Il interprète ce phénomène par la présence d'un rayonnement invisible émis par le Soleil, obéissant aux lois de l'optique et transportant de la chaleur. Il baptise ce rayonnement rayons calorifiques et démontre qu’il peut être réfléchi, transmis et absorbé tout comme la lumière visible,.

### Mise au point des premiers détecteurs infrarouge
L'expérience de Herschell ne permettait pas de détecter le rayonnement infrarouge d'astres autres que le Soleil car ceux-ci n'émettent pas assez de lumière pour permettre de le mesurer. L’astronomie infrarouge commence dans les années 1830, mais les progrès sont lents. En 1821, le physicien Thomas Johann Seebeck découvre qu'une différence de température entre deux métaux différents mis en contact l'un avec l'autre génère un courant électrique. Cette découverte permet la mise au point du thermocouple, un instrument de mesure de la température beaucoup plus précis que le thermomètre à mercure utilisé jusque là. L'astronome Charles Piazzi Smyth est le premier à utiliser un thermocouple à des fins astronomiques : en 1856, il utilise ce détecteur installé sur un télescope qu'il construit sur le pic de Guajara près de Tenerife pour observer le rayonnement infrarouge de la Lune. En effectuant de nouvelles observations à différentes altitudes sur ce pic, il constate que le rayonnement infrarouge est d'autant plus élevé que l'altitude est élevée. C'est le premier indice montrant que le rayonnement infrarouge est intercepté en partie par l'atmosphère terrestre. Lawrence Parsons mesure, en 1873, le rayonnement infrarouge émis par la Lune durant ses différentes phases. Mais la faible sensibilité des thermocouples fabriqués à l'époque limitent les progrès de l'astronomie infrarouge. Ernest Fox Nichols utilise un radiomètre de Crookes modifié dans le but de détecter le rayonnement infrarouge des étoiles Arcturus et Vega, mais Nichols juge les résultats peu concluants. En 1878, l'astronome américains Samuel Pierpont Langley invente le bolomètre qui permet de mesurer le rayonnement infrarouge dans des longueurs d'onde supérieures à celles mises en évidence par Herschell et mesurables par les thermocouples. Cela conduit à la division du rayonnement infrarouge en deux sous-ensembles : le proche infrarouge et l'infrarouge lointain. Il faut attendre le début du XXe siècle pour que Seth Barnes Nicholson et Edison Pettit développent un détecteur thermopile assez sensible pour permettre l’observation d’une centaine d’étoiles. Jusqu'à la Seconde Guerre mondiale, les observations dans l'infrarouge sont négligées par les astronomes.

### Les débuts de l'astronomie infrarouge
La Seconde Guerre mondiale, comme les principaux conflits modernes, stimule la recherche et débouche sur des percées technologiques. En 1943, les ingénieurs allemands mettent au point un dispositif de vision nocturne (le Nacht Jager). Le détecteur est constitué par du sulfure de plomb(II) qui réagit directement au bombardement par des photons infrarouges. Sa résistance électrique change. Sa sensibilité peut être améliorée en le refroidissant. À la fin de la guerre, le détecteur trouve des applications dans le domaine civil et, durant les années 1950, les astronomes commencent à l'utiliser pour détecter des sources célestes infrarouges. Pour améliorer ses performances, le détecteur est immergé dans un vase Dewar, une bouteille isotherme, qui est remplie avec un liquide dont la température est très basse. Le premier liquide utilisé est de l'azote liquide qui permet de maintenir la température à -190 °C. Avec ce nouveau détecteur, les astronomes mesurent le rayonnement infrarouge des planètes du système solaire. Les résultats leur permettent d'identifier la signature spectrale des composants de leur atmosphère qui ne peuvent être identifiés en lumière visible. Ils découvrent ainsi la présence du dioxyde de carbone dans l'atmosphère de Mars et de Vénus et celle du méthane et de l'ammoniaque dans celle de Jupiter. Le liquide refroidissant est remplacé par la suite par de l'hydrogène liquide.
Pour contourner l'interception du rayonnement infrarouge céleste par l'atmosphère terrestre, les astronomes se mettent à utiliser dans les années 1960 des détecteurs installés à bord d'avions, de ballons et de fusées-sondes. Les données collectées avec ces moyens mettent en évidence de nouvelles sources infrarouges qui ne peuvent pas être expliquées par la science de l'époque. L'astronomie infrarouge n'est désormais plus seulement un moyen de compléter des observations effectuées dans le visible mais également un outil permettant de révéler de nouveaux phénomènes cosmologiques. La première découverte significative de l'astronomie infrarouge est l'objet de Becklin-Neugebauer détecté en 1967. Cette source céleste, qui est observée dans la longueur d'onde à 2 micromètres, a un diamètre apparent proche de celui du système solaire et sa température est d'environ 400 °C. Becklin et Neugebauer émettent l'hypothèse qu'il s'agit d'une étoile en formation (proto-étoile) d'une masse supérieure à 12 fois celle du Soleil. Cette découverte démontre tout l'intérêt de l'astronomie infrarouge qui permet de détecter de nouveaux objets qui ne peuvent être observés en lumière visible parce que ce rayonnement est intercepté par d'épais nuages de poussière. L'astronomie infrarouge se révèle ainsi incontournable pour étudier la formation des étoiles.
À la fin des années 1950, Harold Johnson développe les premiers détecteurs infrarouge permettant de collecter le rayonnement compris entre 0,7 et 4 micromètres (bandes R, I, J, K et L). Johnson et son équipe mesurent des milliers d'étoiles dans ces nouvelles bandes ce qui permet d'obtenir de nombreuses informations sur les étoiles froides. En 1961, Frank Low développe le bolomètre au germanium, un nouvel instrument des centaines de fois plus sensible que les détecteurs antérieurs et capable de mesurer l'infrarouge lointain. Ce détecteur fonctionne d'autant mieux que sa température est basse. Il est placé dans un thermos remplit d'hélium liquide qui maintient sa température à 4 kelvin. Un ballon stratosphérique emportant un télescope utilisant ce nouveau détecteur monte jusqu'à une altitude de 46 kilomètres. À compter de 1966, le centre de vol spatial Goddard réalise un relevé systématique du ciel infrarouge avec des ballons stratosphériques dans la bande des 100 micromètres. Cette campagne d'observations permet de détecter 120 sources infrarouges très lumineuses dans le plan de la Voie Lactée. En 1967, des fusées-sondes emportant des télescopes infrarouges refroidis sont utilisés par le Air Force Cambridge Research Laboratory pour effectuer un relevé systématique des sources infrarouges dans les longueurs d'onde 4,2, 11, 20 et 27,4 micromètres. Malgré un temps d'observation cumulé relativement réduit (30 minutes en tout), 90 % du ciel est couvert et 2 363 sources infrarouges sont identifiées. Ce relevé identifie des zones d'émission infrarouge dans les régions contenant de l'hydrogène ionisé et au centre de notre galaxie.

### Création des premiers observatoires terrestres spécialisés
À la fin des années 1960, plusieurs observatoires consacrés à l'observation du rayonnement infrarouge sont construits tout autour de la planète et les découvertes se multiplient. En 1967, l'observatoire du Mauna Kea est inauguré au sommet d'un volcan de l'île de Hawaï. Il est situé à une altitude de 4 205 mètres c'est-à-dire au-dessus de la majeure partie de la vapeur d'eau contenue dans l'atmosphère qui intercepte normalement le rayonnement infrarouge. Grâce aux progrès effectués sur les détecteurs on y installe des télescopes spécialisés dans l'infrarouge qui font du site un centre d'observation pivot pour l'astronomie infrarouge. En 1968, un premier relevé astronomique de grande ampleur des sources infrarouges, le Two Micron Sky Survey (TMAS), est effectué à l'aide d'un télescope installé à l'observatoire du Mont Wilson. Celui-ci utilise un détecteur au sulfure de plomb(II) refroidi par de l'azote liquide et optimisé pour l'observation de la longueur d'onde 2,2 micromètres. Environ 75% du ciel est observé et 20 000 sources infrarouges sont détectées situées principalement dans les pouponnières d'étoiles, dans le noyau de notre galaxie auxquels s'ajoutent un grand nombre d'étoiles. Les 5 500 sources infrarouges les plus brillantes sont recensées dans le premier catalogue des étoiles infrarouge. En 1970, l'observatoire du mont Lemmon est créé dans les monts Santa Catalina en Arizona (États-Unis). Un télescope spécialisé dans l'infrarouge doté d'un miroir de 1,5 mètre de diamètre y est installé à une altitude de 2900 mètres. Il va faire du site également un lieu majeur de l'astronomie infrarouge.

### Premières découvertes
L'astronomie infrarouge permet immédiatement des progrès importants dans l'étude des galaxies. Les galaxies actives, caractérisées par un trou noir supermassif accrétant une grande quantité de matière se révèlent très lumineuses dans l'infrarouge. D'autres galaxies, apparemment très calmes dans le visible, se révèlent très lumineuses dans l'infrarouge ce qui est interprété comme la présence d'un grand nombre d'étoiles en cours de formation (galaxie à sursauts de formation d'étoiles). Jusqu'au début des années 1980, les détecteurs infrarouge sont monopixels. Des détecteurs multi-pixels sont mis au point permettant aux caméras de réaliser des images beaucoup plus rapidement.

### Les observatoires aéroportés
La NASA met au point le Kuiper Airborne Observatory un télescope infrarouge embarqué à bord d'un avion cargo C-141A qui est utilisé en vol à une altitude de 14 kilomètres c'est-à-dire au-dessus de 99% de la vapeur d'eau contenue dans l'atmosphère. Ce télescope, de 91,5 centimètres de diamètre, est utilisé à compter de 1974 durant 20 ans pour observer le rayonnement infrarouge. Il permettra de découvrir les anneaux d'Uranus en 1977 et la présence d'eau dans les atmosphères des planètes gazeuses géantes Jupiter et Saturne. Au milieu de la décennie 1970, un spectromètre installé à bord d'un ballon stratosphérique est utilisé pour observer le rayonnement infrarouge lointain. Pour accroitre sa sensibilité il est immergé dans un thermos rempli d'hélium, liquide superfluide qui permet de maintenir sa température à 1 kelvin (un degré au-dessus du zéro absolu), une première dans l'histoire de l'astronomie infrarouge. Les données recueillies constituent la preuve la plus solide de la théorie du Big Bang jusqu'au lancement du satellite COBE en 1989.

### IRAS: le premier observatoire infrarouge spatial

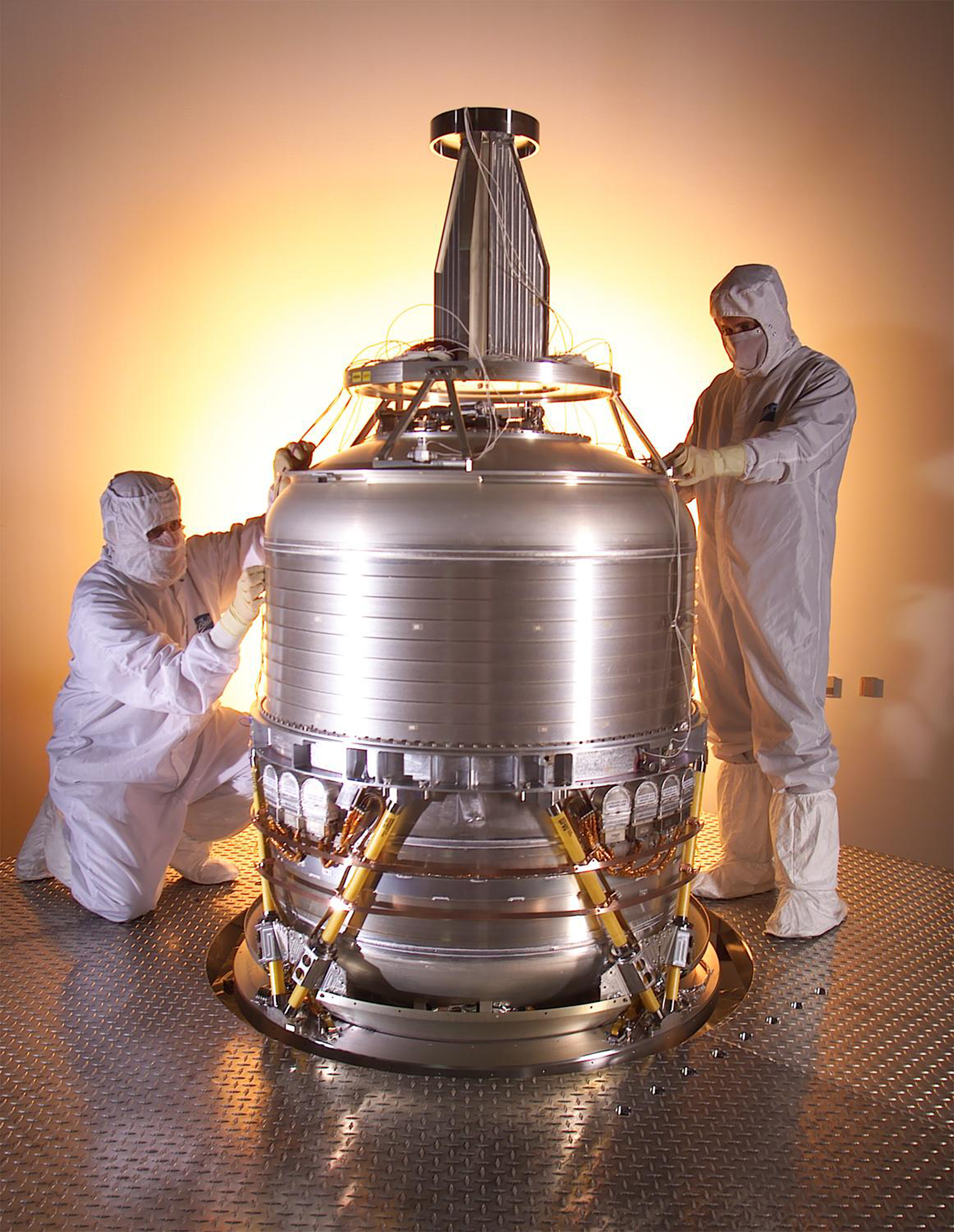
Pour pouvoir effectuer les observations, les détecteurs infrarouge du télescope spatial Spitzer sont refroidis à une température proche du zéro absolu par de l'hélium liquide stocké dans un cryostat. Sur cette photo on distingue le cryostat surmonté par le compartiment des détecteurs (encapsulé) et par la partie optique.

Les télescopes infrarouge sont limités dans leurs observations à certaines longueurs d'onde y compris lorsque les observatoires sont construits en haute altitude. Les ballons et les fusées-sondes permettent d'observer ces longueurs d'onde mais le temps d'observation est limité. Pour réaliser des observations prolongées, la seule solution est d'utiliser un télescope spatial. Le développement d'un premier télescope spatial infrarouge est entrepris par la NASA au cours de la décennie 1970 et au début des années 1980. Il aboutit au lancement, en 1983, du télescope IRAS, une réalisation conjointe de l'agence spatiale américaine (la NASA) et d'instituts de recherche anglais et hollandais. Au cours de sa mission d'une durée de 10 mois, le satellite cartographie 96% du ciel et détecte plus de 250 000 sources infrarouges en observant les longueurs d'onde 12, 25, 60 et 100 micromètres. 75 000 de ces sources sont des galaxies à sursauts de formation d'étoiles. Leur abondance démontre que notre univers continue de créer un grand nombre d'étoiles. IRAS effectue également les premières observations du noyau de notre galaxie, la Voie Lactée. La découverte la plus marquante concerne Véga. Cette jeune étoile très brillante de couleur bleutée émet une quantité d'infrarouge bien supérieure à ce qui était prévu par la théorie. Quelques étoiles présentent la même anomalie en particulier Beta Pictoris visible depuis l'hémisphère sud. Un an après cette découverte, les astronomes Bradford Smith et Richard Terrile, travaillant à l'observatoire de Los Campanas (Chili), parviennent à obtenir une image du système stellaire Véga en bloquant la lumière de l'étoile. Celle-ci montre la présence d'un disque de poussières entourant l'étoile produit par la collision d'objets rocheux de la taille de planétésimaux, qui constitue un stade intermédiaire aboutissant à la formation des planètes.
Un télescope infrarouge de 15,2 centimètres de diamètre, l'IRT (Infrared Telescope) est installé dans la soute de la Navette spatiale américaine et effectue des observations depuis l'orbite basse durant une huitaine de jours au cours de l'été 1985 (mission STS-51-F). Le télescope refroidi à l’hélium liquide effectue ses observations dans des longueurs d’onde comprises entre 1,7 et 118 micromètres. En novembre 1989, la NASA lance le télescope spatial COBE dont l'objectif est d'observer le fond diffus cosmologique un rayonnement électromagnétique qui selon la théorie en vigueur a été produit environ 380 000 ans après le Big Bang. Les relevés effectués par COBE sur une période de quatre années permettent de cartographier l'intensité de ce rayonnement sur différentes longueurs d'onde et de démontrer qu'il existe à ce stade de l'univers de petites irrégularités dans la température à l'origine de la formation des galaxies.
Dans les années 1990 est mise au point la technique de l'optique adaptative. Appliquée aux télescopes terrestres, celle-ci permet de corriger les distorsions du flux lumineux incident produites par les turbulences de l'atmosphère terrestre. Ce dispositif fonctionne d'autant mieux que la longueur d'onde est grande et, de ce fait, il permet d'améliorer de manière considérable la résolution angulaire des télescopes infrarouge terrestres. En 1993, un premier observatoire infrarouge utilisant un télescope de 60 centimètres de diamètre est installé près du pôle sud. SPIREX (South Pole Infrared Explorer) y bénéficie de conditions thermiques très favorables (températures basses) qui permettent de gagner en sensibilité, et de nuits particulièrement noires.

### Les observatoires spatiaux infrarouges récents
À la suite d'IRAS, plusieurs observatoires spatiaux infrarouges sont développés et placés en orbite par les principales agences spatiales :
- ISO est développé par l'Agence spatiale européenne (ESA) et lancé en 1995. Ce télescope permet d'observer une large plage de longueurs d'onde, de 2,5 à 240 micromètres, avec une sensibilité plusieurs milliers de fois meilleure que celle d'IRAS et avec une bien meilleure résolution. Le télescope fonctionne durant 3 ans, jusqu'à épuisement de l'hélium liquide qui le refroidit. ISO effectue de nombreuses découvertes.
- L'agence spatiale japonaise lance de son côté, en 1995, IRTS (Infrared Telescope in Space), un télescope spatial infrarouge installé sur le satellite Space Flyer Unit qui est récupéré 2 mois plus tard par la Navette spatiale américaine. Cet observatoire fonctionne durant 28 jours et balaye 7% du ciel en effectuant des découvertes dans le domaine de la cosmologie ainsi que sur la matière interstellaire, la poussière interplanétaire et certaines catégories d'étoiles.
- MSX, développé pour des répondre à des besoins militaires et opérationnels durant 10 mois en 1996 et 1997, cartographie les émissions infrarouges des gaz et des poussières dans le plan galactique ainsi que des zones du ciel soit non observées, soit identifiées comme particulièrement brillantes par IRAS. Le télescope effectue ses observations dont les longueurs d'onde de 4,29 µm, 4,35 µm, 8,28 µm, 12,13 µm, 14,65 µm et 21,3 µm et fournit des données avec une résolution spatiale 30 fois meilleure que celle de IRAS.
- La NASA développe Spitzer qui est lancé en 2003. Le télescope, qui est doté d'un miroir de 85 centimètres de diamètre, fonctionne de 2003 à 2009 à pleine capacité puis ayant épuisé son liquide de refroidissement en mode chaud jusque début 2020. Il permet d'observer pour la première fois de nombreux phénomènes comme le processus de formation des planètes, les naines brunes. La sensibilité de Spitzer lui permet de détecter des galaxies particulièrement lointaines avec un décalage vers le rouge de 6 donc apparues un peu moins d'un milliard d'années après le Big Bang. Il parvient à capter pour la première fois la lumière émise par une exoplanète chaude et ainsi analyser les variations de températures à sa surface[13],[14],[15]
- L'agence spatiale japonaise développe AKARI qui est lancé en 2006.
- Herschell (ESA), qui est lancé en 2009 et reste opérationnel jusqu'en 2013, observe l'infrarouge lointain et submillimétrique (longueurs d'onde 55 à 672 µm). Avec son miroir primaire de 3,5 mètres de diamètre, il s'agit du plus grand télescope infrarouge lancé jusque là. Il a permis d'effectuer des observations les plus froids et les plus éloignés de l'univers[16]
- JWST, qui doit prendre la suite du télescope spatial Hubble en 2021, diffère de ce dernier car il étend le spectre observé à l'infrarouge moyen (rayonnement électromagnétique de 0,6 à 28 µm). Son miroir de 6,5 mètres de diamètre devrait lui permettre d'observer la lumière des premières galaxies apparues dans notre univers, d'étudier la formation des galaxies, d'approfondir notre compréhension des mécanismes de formation des étoiles et d'étudier des systèmes planétaires[17].
- WFIRST est un observatoire spatial de la NASA dont le lancement est planifié vers 2025. Doté d'un miroir de la taille de celui de Hubble (2,36 m.) il effectue ses observations dans le visible et le proche infrarouge (0,48 à 2 micromètres). Son champ de vue est particulièrement étendu (0,281 degrés²). Sa mission sera de tenter de déterminer la nature de l'énergie sombre, de recenser et étudier les exoplanètes en utilisant la méthode de la lentille gravitationnelle faible, d'obtenir des images directes d'exoplanètes grâce à un coronographe, de cartographier les sources infrarouges situées dans la Voie Lactée et d'observer les sources lumineuses de faible intensité notamment l'espace profond[18].

### Les observations terrestres récentes
Entre 1997 et 2001, le relevé astronomique 2MASS est réalisé par l'université du Massachusetts avec le Jet Propulsion Laboratory, à l'aide de deux télescopes automatisés de 1,3 mètre de diamètre spécialement construits à cet effet, l'un situé dans l'hémisphère nord (observatoire du Mont Hopkins dans l'Arizona), l'autre dans l'hémisphère sud (observatoire interaméricain du Cerro Tololo, au Chili). Le projet 2MASS cartographie intégralement le ciel dans les bandes J (centrée sur 1,25 μm), H (1,65 μm) et Ks (2,17 μm) identifie les grandes structures de la Voie Lactée et du Groupe Local, effectue un recensement des étoiles proches de notre Soleil et réalise la découverte de naines brunes et de galaxies actives. En 2001, un interféromètre est installé sur l'observatoire de Keck. Il combine la lumière des deux télescopes de 10 mètres de diamètre qui y sont installés. Il permet de mesurer les émissions infrarouge de la poussière orbitant autour des étoiles voisines, de détecter directement certaines exoplanètes géantes, de produire des images des disques orbitant autour de jeunes étoiles et de détecter des exoplanètes de la taille d'Uranus ou plus grandes autour de plusieurs centaines d'étoiles.